# Scarabaeus gracai
Scarabaeus gracai är en skalbaggsart som beskrevs av Ferreira 1952. Scarabaeus gracai ingår i släktet Scarabaeus och familjen bladhorningar. Inga underarter finns listade i Catalogue of Life.